# Стафоровская
Стафоровская — деревня в Вилегодском муниципальном округе Архангельской области.

## География
Находится в юго-восточной части Архангельской области на расстоянии приблизительно 40 км на восток-северо-восток по прямой от административного центра района села Ильинско-Подомское на левом берегу реки Виледь.

## История
По местным преданиям первая деревня в округе. В конце XIV века из Зырян (Коми) сюда прибыл к месту впадения реки Вохты (ныне Великая Охта) в реку Виледь некто Кондаков и основал там двор, построив избушку. Позднее на этом месте возникнет деревня Кондаковы (Стафоровская). Отмечалось позднее в 1710 году. В 1859 году здесь (деревня Стафоровская 1-я или Кондаковы Сольвычегодского уезда Вологодской губернии) было учтено 14 дворов. До 2020 года входила в состав Селянского сельского поселения до его упразднения.

## Население
Численность населения: 124 человека (1859 год), 134 (русские 99 %) в 2002 году, 91 в 2010.